# Вудс-Лендінг-Джелм (Вайомінг)
Вудс-Лендінг-Джелм (англ. Woods Landing-Jelm) — переписна місцевість (CDP) в США, в окрузі Олбані штату Вайомінг. Населення — 118 осіб (2020).

## Географія
Вудс-Лендінг-Джелм розташований за координатами 41°6′5″ пн. ш. 106°1′44″ зх. д. / 41.10139° пн. ш. 106.02889° зх. д. (41.101460, -106.028803).  За даними Бюро перепису населення США в 2010 році переписна місцевість мала площу 43,26 км², уся площа — суходіл.

## Демографія
Згідно з переписом 2010 року, у переписній місцевості мешкало 97 осіб у 48 домогосподарствах у складі 29 родин. Густота населення становила 2 особи/км².  Було 92 помешкання (2/км²).
Расовий склад населення:
| - 95,9 % — білих - 2,1 % — азіатів |

До двох чи більше рас належало 2,1 %. Частка іспаномовних становила 0,0 % від усіх жителів.
За віковим діапазоном населення розподілялося таким чином: 13,4 % — особи молодші 18 років, 68,0 % — особи у віці 18—64 років, 18,6 % — особи у віці 65 років та старші. Медіана віку мешканця становила 52,8 року. На 100 осіб жіночої статі у переписній місцевості припадало 98,0 чоловіків;  на 100 жінок у віці від 18 років та старших — 95,3 чоловіків також старших 18 років.
Цивільне працевлаштоване населення становило 8 осіб. Основні галузі зайнятості: мистецтво, розваги та відпочинок — 100,0 %.